# Sanford Wallace
Sanford Wallace (* 1968) ist ein US-amerikanischer Massenversender von Spam-E-Mails. In der Internetgemeinschaft gilt er als berüchtigt, seit er sich 1997 selbst als „Spam King“ bezeichnet und entsprechend in Szene gesetzt hat.

## Leben
In den späten 1990er Jahren war seine Firma Cyber Promotions, alias Cyberpromo, allgemein als Quelle unaufgeforderter E-Mail verpönt. Aufgrund seiner Haltung gegenüber Spam und seiner Ausdauer erwarb er sich den von seinem Vornamen abgeleiteten Spitznamen „Spamford“. Später ließ er sich daraufhin die Domain spamford.com registrieren.
Vor seiner Karriere als E-Mail-Spammer erlangte Wallace bereits Bekanntheit mit anderen fragwürdigen Marketingmethoden, z. B. mit dem Versenden von Werbefaxen, als „Junk Fax“ bezeichnet und seit 1991 in den Vereinigten Staaten geächtete Methode.
Nach zahlreichen Prozessen gegen ihn und damit verbundenen Geldstrafen machte er zuletzt durch das Urteil eines US-Bundesbezirksgerichtes in Los Angeles Schlagzeilen, durch das dem Internetforen-Betreiber MySpace ein Schadensersatzanspruch von 230 Mio. US-Dollar gegenüber ihm und dem ebenfalls für Spamaktivitäten bekannten Walter Rines sowie anderen zugesprochen wurde. Hierbei entfällt allein auf Wallace ein Forderungsanteil in Höhe von 158,9 Millionen US-Dollar.

## Chronologie
Den Spam-Markt betrat Wallace 1997 mit der Gründung Cyber Promotions. Dank einer Selbstvermarktungskampagne wurde Cyber Promotions schnell der erfolgreichste Verkäufer in Form von E-Mail-Marketing und erreicht eine Spitzenposition hinsichtlich der Anzahl von unaufgefordert versendeten E-Mails. Aufgrund seiner Aktivitäten erhielt Wallace 1997 den Ig-Nobelpreis in der Sparte Kommunikation. Wallace kündigte 1998 den Ausstieg aus dem Spam-Geschäft an. Das Unternehmen Cyberpromo wurde in eine Opt-in-E-Mail-Marketing-Firma umgewandelt und in Global Technology Marketing Incorporated (GTMI) umbenannt. Die neue Firma war geplagt von finanziellen Problemen und dem schlechten Ruf aufgrund ihrer Vorgeschichte, unter anderem auch verbreitet von Personen, die nicht an den Sinneswandel von Wallace glaubten. Daraufhin stieg dieser umgehend aus GTMI aus, was zu einer raschen Firmenauflösung führte. Nachdem ihm 1999 seine Internetverbindung zur Verhinderung seiner Spamaktivitäten gesperrt worden war, strengte Wallace einen Prozess gegen den Anti-Spam-Aktivisten Mark Welch an, den er aber selbst einen Monat darauf beendete.
Wallace gründete 2001 erneut für die Internetwerbung die Website passthison.com, dieses Mal mit sogenannten Pop-ups. Ebenso wirkte er am Projekt SmartBotPRO.net mit, das mittlerweile offensichtlich nicht weiter betrieben wird. Da SmartBot eine Spyware verbreitete und gleichzeitig eine Software zur Entfernung dieser für 30 US-Dollar anbot, erhob die FTC 2004 Klage gegen Wallace und seine Firma. Die Verteilung der Software von SmartBotPRO.net wurde bis zur Regelung der Gebühren mit der FTC unterbunden. SmartBot wurde 2006 zur Zahlung einer Geldstrafe in Höhe von 4.089.550,48 US-Dollar verklagt. Im Prozess von 2008 gegen ihn, seinen Geschäftspartner Walter Rines und andere hat ein US-Bezirksgericht der Firma MySpace Schadenersatz in Höhe von 234 Millionen US-Dollar zuerkannt. Das ist die höchste Strafe, die je ein amerikanisches Gericht nach dem US-Anti-Spam-Gesetz CAN-SPAM verhängt hat. Im Prozess gegen ihn von 2009 hat ein US-Bundesbezirksgericht der Firma Facebook Schadenersatz in Höhe von 711 Millionen US-Dollar zuerkannt.

## Firma Cyber Promotions
Wallaces Firma Cyberpromo gelang die Entwicklung von Taktiken, um sogenannte Spamfilter bzw. -blocker zu umgehen, wie beispielsweise die Nutzung gefälschter Absenderadressen, Relaying und Multihoming. Somit konnte die erfolgreiche Zustellung der Werbe-E-Mails trotz Einsatz dieser Abwehrmechanismen erneut sichergestellt werden. Wallace leitete auch Kundgebungen in Form von astroturfing und Nutzung falscher Namen, um die Tätigkeiten seiner Firma zu verteidigen.